# Morning Chronicle
The Morning Chronicle était un journal fondé à Londres en 1769 par William Woodfall, le premier à faire un compte rendu des séances du Parlement. Thomas Campbell et Thomas Moore y publièrent des poèmes, William Hazlitt des articles politiques et des critiques théâtrales. Charles Dickens y a travaillé de 1834 à 1836, y publiant ses premiers textes littéraires sous le pseudonyme de Boz, édités en 1836 (Sketches by Boz). Thackeray y fut chroniqueur littéraire de 1844 à 1846, Henry Mayhew y publia en 1849 sa série de reportages  dans les quartiers populaires de Londres, London Labour and the London Poor, édités en trois volumes en 1851. Journal d'opposition, il fut suspendu à partir du 21 décembre 1862.